# Heekerbeekgroeve

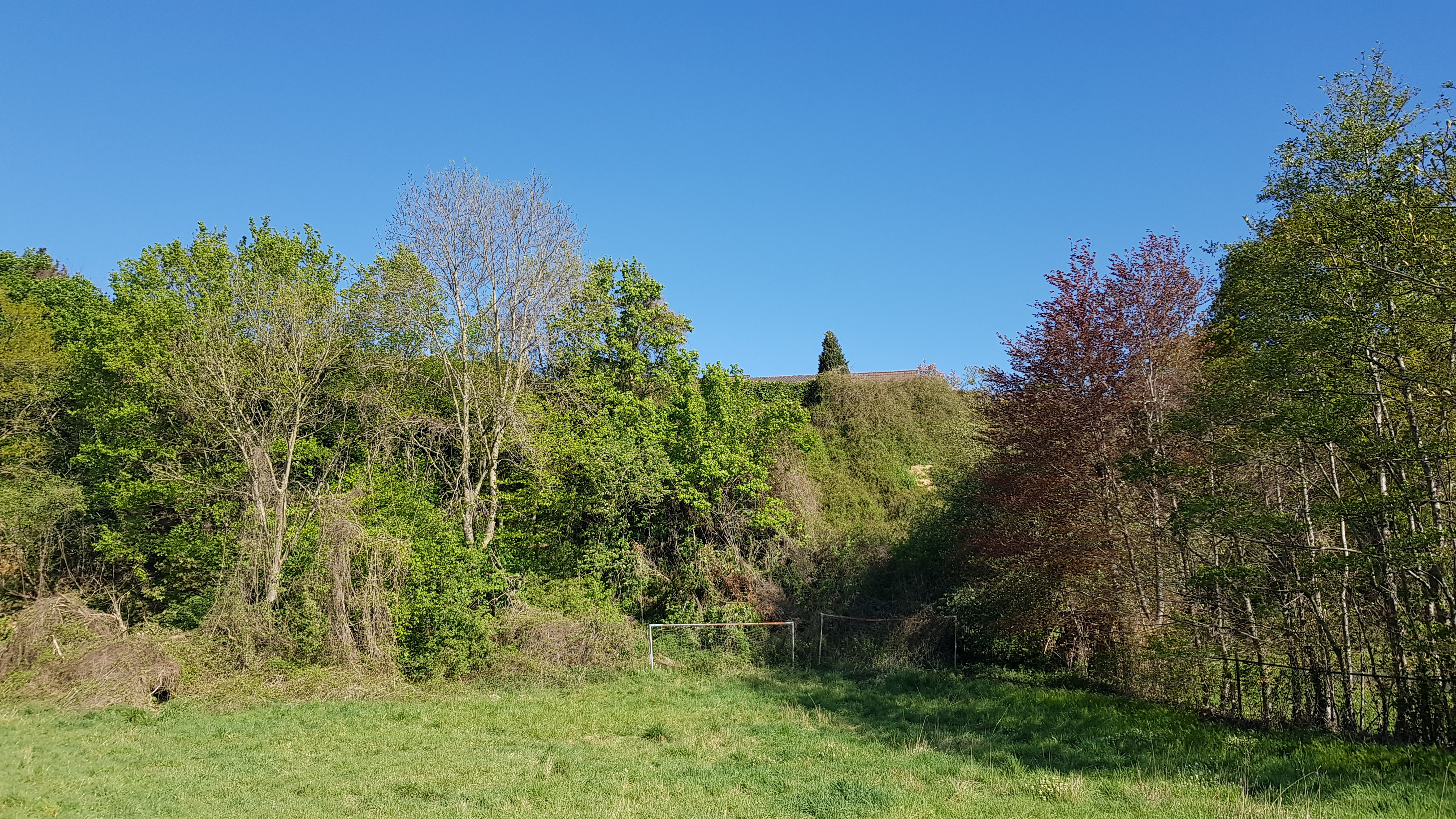
Heekerbeekgroeve

De Heekerbeekgroeve is een Limburgse mergelgroeve in Nederlands Zuid-Limburg in de gemeente Valkenburg aan de Geul. De ondergrondse kalksteengroeve ligt ten noordwesten van de Hekerbeekweg aan de noordoostkant van Valkenburg. De groeve ligt aan de zuidelijke rand van het Centraal Plateau in het Hekerbeekdal, een zijdal van het Geuldal.
De groeve ligt op ongeveer zestig meter ten noordoosten van het woonwagenkamp in een steile beboste bergwand, een steilwand. Op ongeveer 25 meter naar het zuidwesten ligt de Sint-Josephgroeve, op ongeveer 365 meter naar het zuidwesten ligt de Groothofgroeve en op ongeveer 600 meter naar het zuiden ligt de Auvermansboschke.

## Geschiedenis
In de 20e eeuw werd de groeve door blokbrekers ontgonnen voor de winning van kalksteenblokken.
De ingang van de groeve was vroeger van een deur voorzien, maar werd in de jaren 1960/1970 dichtgegooid.

## Groeve
De groeve heeft een oppervlakte van 78 vierkante meter. De ingang bevindt zich in een steile bergwand.